# Hans-Releff Riege
Hans-Releff Riege, auch Hans-Roloff Riege (* 23. April 1892 in Lüdingworth, Provinz Hannover; † 27. Mai 1941 im Nordatlantik) war ein deutscher Sanitätsoffizier.

## Leben
Riege trat am 1. April 1911 als Einjährig-Freiwilliger in die Preußische Armee ein. Er kam dabei zum Infanterie-Regiment Prinz Moritz von Anhalt-Dessau (5. Pommerschen) Nr. 42 nach Stralsund und schied am 30. September 1911 aus dem aktiven Dienst aus, um als Reservist an der Kaiser-Wilhelms-Akademie für das militärärztliche Bildungswesen Medizin zu studieren. Mit Kurt Dütschke wurde er 1911 Mitglied des Pépinière-Corps Franconia.

### Erster Weltkrieg
Beförderungen
- Sanitätsgefreiter
- 10. Dezember 1914 Marinefeldunterarzt
- 13. Juli 1916 Marinefeldhilfsarzt
- 30. Mai 1919 Marineunterarzt d. R.
- 26. Januar 1920 Marineassistenzarzt
- 1. April 1921 Marineoberassistenzarzt
- 1. Juli 1922 Marinestabsarzt
- 1. April 1929 Marineoberstabsarzt[2]
- 1. April 1935 Geschwaderarzt[3]
- 1. Januar 1937 Flottenarzt[4]
- 1. November 1941 Admiralarzt (postum)

Bei Ausbruch des Ersten Weltkrieges trat Hans-Releff Riege am 16. August 1914 als Sanitätsgefreiter in die Kaiserliche Marine ein. Er wurde der II. Werftdivision zugeteilt und im Feldlazarett Wilhelmshaven eingesetzt. Am 10. September 1914 zum Marinekorps Flandern versetzt, wurde er beim II. Bataillon des Matrosen-Regiments 1, ab 20. Dezember 1914 Marine-Infanterie-Regiment 1, beide bei der 1. Marine-Division, eingesetzt. Er wurde am 14. Januar 1915 zum I. Bataillon des Matrosen-Artillerie-Regiments 1, weiterhin bei der 1. Marine-Division, versetzt. Am 11. Oktober 1915 folgten seine Versetzung in das Marinekriegslazarett I und seine Kommandierung als Hygieniker des Marinekorps Flandern. Er wurde am 14. Juli 1916 zum Garnisonsarzt Wilhelmshaven kommandiert. Zwischen dem 21. Oktober 1917 und dem 5. November 1918 fungierte er als Hilfsarzt auf dem Kleinen Kreuzer Graudenz. Am 6. November 1918 wurde er zur Verfügung des Stationsarztes der Marinestation der Nordsee gestellt. Von dort wurde er freigestellt, um sein Medizinstudium zu beenden. Dank dieser Kommandierung gelang ihm der Verbleib in der Marine. Anfänglich studierte er an einer zivilen Einrichtung. Am 1. Mai 1919 wurde er zur Kaiser-Wilhelm-Akademie kommandiert. Gemäß dem Friedensvertrag von Versailles wurde die Akademie am 1. Oktober 1919 aufgelöst.

### Reichsmarine, Weltreise
Nach dem 1. Oktober 1919 kam er zur I. Matrosen-Division der Reichsmarine. Ende 1919 wurde er zum Marinelazarett Kiel-Wik versetzt. Am 26. Januar 1920 wurde er als Marineassistenzarzt in das aktive Sanitätsoffizierskorps übernommen. Am 27. Juni 1920 wurde er als Assistenzarzt zur Küstenwehrabteilung V versetzt. Bereits am 15. November 1920 kam er als Wachhabender Arzt in das Marinelazarett Kiel-Wik. Am 24. November 1920 wurde er in das Personalamt der Marinestation der Ostsee versetzt. Am 15. Juni 1921 kam er in die Küstenwehrabteilung I. Zwischen dem 10. Oktober 1922 und dem 30. September 1923 fungierte er als Schiffsarzt auf dem Kreuzer Medusa, um anschließend zum Universitätsklinikum Kiel kommandiert zu werden. Diese Kommandierung bestand bis zum 30. September 1925. Am 5. Oktober 1925 folgte seine Kommandierung zum Hamburger Tropeninstitut. Am 13. Dezember 1925 wurde er für die Verwendung als Schiffsarzt auf den Kleinen Kreuzer Hamburg versetzt. Mit diesem lief er am 14. Februar 1926 zu einer Weltreise aus. Über die Karibik ging es durch den Panamakanal der Westküste folgend nach San Francisco, danach war Honolulu das nächste Ziel. Dann ging es weiter nach Japan, Philippinen und Indonesien. Der Durchquerung des Indischen Ozeans folgten der Suezkanal und das Mittelmeer, bevor am 20. März 1927 wieder Wilhelmshaven erreicht wurde. Es war die letzte große Reise der SMS Hamburg.
Am 1. April 1927 wurde er zum Oberarzt ernannt und zum Marinelazarett Wilhelmshaven versetzt. Vom 25. September 1928 bis zum 24. März 1929 wurde er gleichzeitig als Abteilungsarzt der I. Schiffsstammabteilung der Nordsee verwendet. Am 3. Januar 1930 wurde er als Schiffsarzt auf das Linienschiff Elsass versetzt. Bereits ab dem 25. Februar 1930 war er Schiffsarzt auf dem Linienschiff Schleswig-Holstein. Im Sommer 1930 unternahm er mit diesem Schiff eine 75-tägige Reise nach Spanien und ins Mittelmeer. Am 28. September 1930 wurde er in die Marinemedizinalabteilung (G) in der Marineleitung nach Berlin versetzt. Ab dem 29. September 1933 wurde er dort als Referent G 1 und auch in der II. Abteilung des Marinepersonalamtes im OKM eingesetzt.

### Kriegsmarine
Als Flottenarzt war er mit der Umbenennung der Marinemedizinalabteilung in Marinemedizinalamt am 1. April 1939 Chef der militärischen Abteilung (G I) im Marinemedizinalamt des Oberkommandos der Marine. Diese Position behielt er auch beim Überfall auf Polen und nach der Überführung des Amtes in das Allgemeine Marinehauptamt. Am 9. Dezember 1939 folgte seine Versetzung als Chefarzt in das Marinelazarett Kiel-Wik. Nach einem Jahr im Lazarett wurde er am 20. Dezember 1940 als Nachfolger von Kurt Dütschke, welchen er von der Pépinière kannte, zum Leitender Sanitätsoffizier beim Flottenkommando ernannt. In dieser Funktion nahm er zuerst im Februar und März 1941 am Unternehmen Berlin an Bord des Flaggschiffs Gneisenau teil. Ab dem 18. Mai 1941 nahm er dann am Unternehmen Rheinübung teil, der ersten und letzten Unternehmung des Schlachtschiffs Bismarck. Beim Untergang des Schlachtschiffs am 27. Mai 1941 kam Hans-Releff Riege ums Leben.

## Werke (Auswahl)
- Ein Beitrag zur Symptomatologie der Hirngeschwülste. Schmidt&Klaunig, 1920.
- Über Trichinose und ihr Vorkommen in der deutschen Marine. Mittler, 1929.